# Daniel Andreæ
Daniel Andreæ, född 16 februari 1898 i Gillstad, död 3 oktober 1989 i Stockholm, var en svensk författare, översättare och redaktör.
Han disputerade vid Göteborgs universitet 1940 på avhandlingen Liberal litteraturkritik: J.P. Theorell, C.F. Bergstedt och var kulturredaktör på Samtid och framtid 1954–1964.

## Antologier m.m.
- The Norlin book of lyrics 1200–1900: English, français, Deutsch (Norlin, 1950)
- Johan Olof Wallin: Dikter (i urval av Daniel Andreæ) (Ljus, 1955)
- Vad Kristus lärt mig (red. av Daniel Andreae) (Natur & Kultur, 1957)
- Johan Ludvig Runeberg: Fänrik Ståls sägner (urval, inledning och kommentarer av Daniel Andreæ, Paul Fröberg) (Natur & Kultur, 1957)
- Johan Ludvig Runeberg: Episka dikter (urval och efterskrift av Daniel Andreæ) (Natur & Kultur, 1957)
- Jean de la Bruyère: Karaktärer eller tidens seder (urval och efterskrift av Daniel Andreae) (Natur & Kultur, 1960)
- Lyrikboken: en svensk antologi (urval och red.: Daniel Andreæ och Tage Nilsson) (Forum, 1964)
- Svensk litteraturkritik: en antologi (utg. av Daniel Andreæ under medverkan av E. N. Tigerstedt) (Svenska bokförlaget, 1965)
- Utomeuropeiska litteraturer: Orienten, Afrika, Latinamerika (huvudredaktör Daniel Andreæ) (Bonniers, 1966)
- August Strindberg: En blå bok (i urval av Daniel Andreæ) (Litteraturfrämjandet, 1967)
- Citatboken: sjuttontusen citat från trettio språkområden och fem årtusenden (redaktion: Daniel Andreæ, Johannes Edfelt, Paul Fröberg) (Natur & Kultur, 1967)

Översättningar (urval)
- Thomas B. Macaulay: Indiens erövrare (Natur & Kultur, 1943)
- Rudyard Kipling: Just-so stories (Natur & Kultur, 1945)
- T. S. Eliot: Vad är en klassiker? och andra essayer (1948)
- Paramahansa Yogananda: Mitt liv som yogi (Autobiography of a yogi) (Natur & Kultur, 1949)
- Aldous Huxley: Den oförgängliga filosofin (The perennial philosophy) (Natur & Kultur, 1952)
- Thomas Merton: Vägen till kontemplation (Seeds of contemplation) (Petrus de Dacia, 1954)
- François de la Rochefoucauld: François de la Rochefoucauld (Piccolo, 1964)
- Teresa av Avila: Boken om mitt liv (Libro de la vida) (Tågarp: Karmeliterna, 1980)